# 飛騨高山美術館
飛驒高山美術館（ひだたかやまびじゅつかん）は、岐阜県高山市にある私立の美術館。ガラス工芸の作品と家具の展示を中心とする。16世紀から20世紀の世界中から収集したガラス工芸と、アール・ヌーヴォー、アール・デコのガラス工芸品、19世紀末の家具や照明器具など約1,000点以上を収蔵する。
ここでは同じ場所に存在し、株式会社紀文飛驒高山美術館が運営していた前身の飛驒高山美術館（旧）についても記述する。尚、現在の飛驒高山美術館は飛驒高山美術館（旧）を引き継ぎ、リニューアルオープンした美術館であり、開館は1997年としている。

## 概要
新ホテル建築が計画され、飛驒高山美術館（旧）は2020年（令和2年）5月31日に閉館。リゾートトラストが跡地を取得し。飛驒高山美術館（旧）の収蔵物を引き継ぎ、美術館を併設した会員制リゾートホテル「サンクチュアリコート高山 アートギャラリーリゾート」を新築する。2024年（令和6年）4月11日、サンクチュアリコート高山 アートギャラリーリゾート内に併設し、飛驒高山美術館として新たに開館。リゾートトラストが管理運営する。

## 施設
- 展示室1（ガレの杜～アール・ヌーヴォー～）
- 展示室2（うつろいの間）
- 展示室3（アール・デコ）
- 展示室4（アートギャラリー）
- 展示室5（ひかりのギャラリー）

## 利用案内
- 開館時間
  - 10:00 - 17:00
  - 8:00 - 18:00※ホテル宿泊者
- 入館料
  - 大人：2000円
  - 大学生・高校生1,800円
  - 中学生1,300円
  - 小学生500円
  - 未就学児無料
  - ホテル宿泊者、サンクチュアリコート高山のメンバーは無料

## 交通アクセス

### 公共交通機関
- JR高山本線高山駅下車、徒歩約25分。

### 自動車
- 中部縦貫自動車道高山ICより自動車で約10分。
- 中部縦貫自動車道高山西ICより自動車で約12分。

## 飛驒高山美術館（旧）
飛驒高山美術館（ひだたかやまびじゅつかん）は、かつて岐阜県高山市に存在しガラス工芸の作品と家具の展示を中心としていた私立の美術館。株式会社紀文飛驒高山美術館が管理運営を行っていた。1997年開館。2020年5月31日閉館。
16世紀から20世紀の世界中から収集したガラス工芸と、アール・ヌーヴォー、アール・デコのガラス工芸品、19世紀末の家具や照明器具など約1,000点以上を収蔵していた。
また、企画展では工芸はもちろんだが絵画や彫刻、写真展なども行い、コンサートなども開催する総合文化施設としての側面もあった。2007年にはミシュラン社（フランス）のミシュラン・ジャポン（施設を対象としたオレンジ版）で3つ星として掲載され、2009年にもミシュラン・グリーンガイド・ジャポン（旅行版）で3つ星として掲載された。
地元住民、観光客共に親しまれた施設であったが、同所への新ホテル建築計画に伴い2020年5月31日に惜しまれつつ閉館。閉館の約一週間前となる5月23日からは入館無料としていた。

### 施設
- 建物：RC造、地上2階建地下1階（延床面積：約3,740m2）
  - （建物設計：KAJIMA DESIGN）

1階
- ハイビジョンシアター
- ライブラリー
- カフェ＆レストラン（9:00〜17:00※ラストオーダーは16:30まで）
- ミュージアムショップ（9:00〜17:00）
- 企画館・企画展示室

2階
- ルネ・ラリック噴水ホール[5]
- ガラスの歴史500年
- 展望ギャラリー
- アールヌーヴォーとアールデコのガラス（ドーム兄弟、ルネ・ラリックなど）
- インテリアホール
- マジョレルの部屋（ルイ・マジョレル）
- ガレの部屋（エミール・ガレ）
- マッキントッシュの部屋（チャールズ・レニー・マッキントッシュ）
- ウィーンの部屋（ヨーゼフ・ホフマン、オットー・ワーグナー他）

### 利用案内
- 開館時間：9:00 - 17:00（入館は16:30まで）
- 休館日：不定期
- 入館料
  - 一般：1,300円（1,100円）
  - 大学生・高校生：1,000円（800円）
  - 中学生・小学生：800円（600円）

（※括弧内は団体20名以上の料金）

### その他

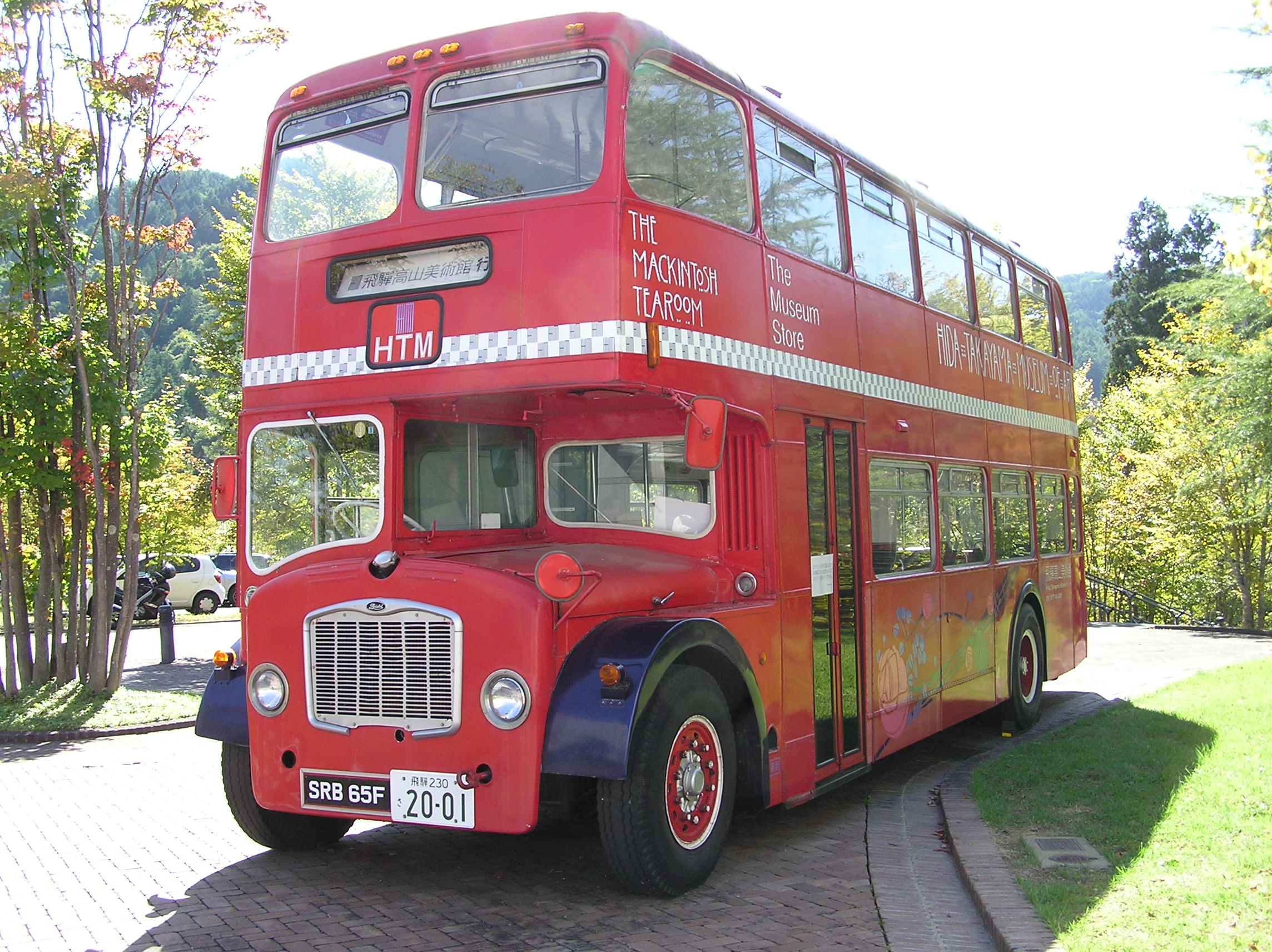
送迎に使われたロンドンバス

- 2001年から2015年頃までの毎年4月から10月に、飛騨高山美術館ロンドンバス（送迎バス） が運行されていた。入館前売り券または車内にて入館券の購入にて乗車可能であり、車両は1967年製の2階建てクラシックロンドンバスを使用。高山駅から古い街並みや陣屋などを巡って美術館へ送迎していた。送迎中止後、車両は美術館入口に静態展示されていた。